# Benediktschlössl

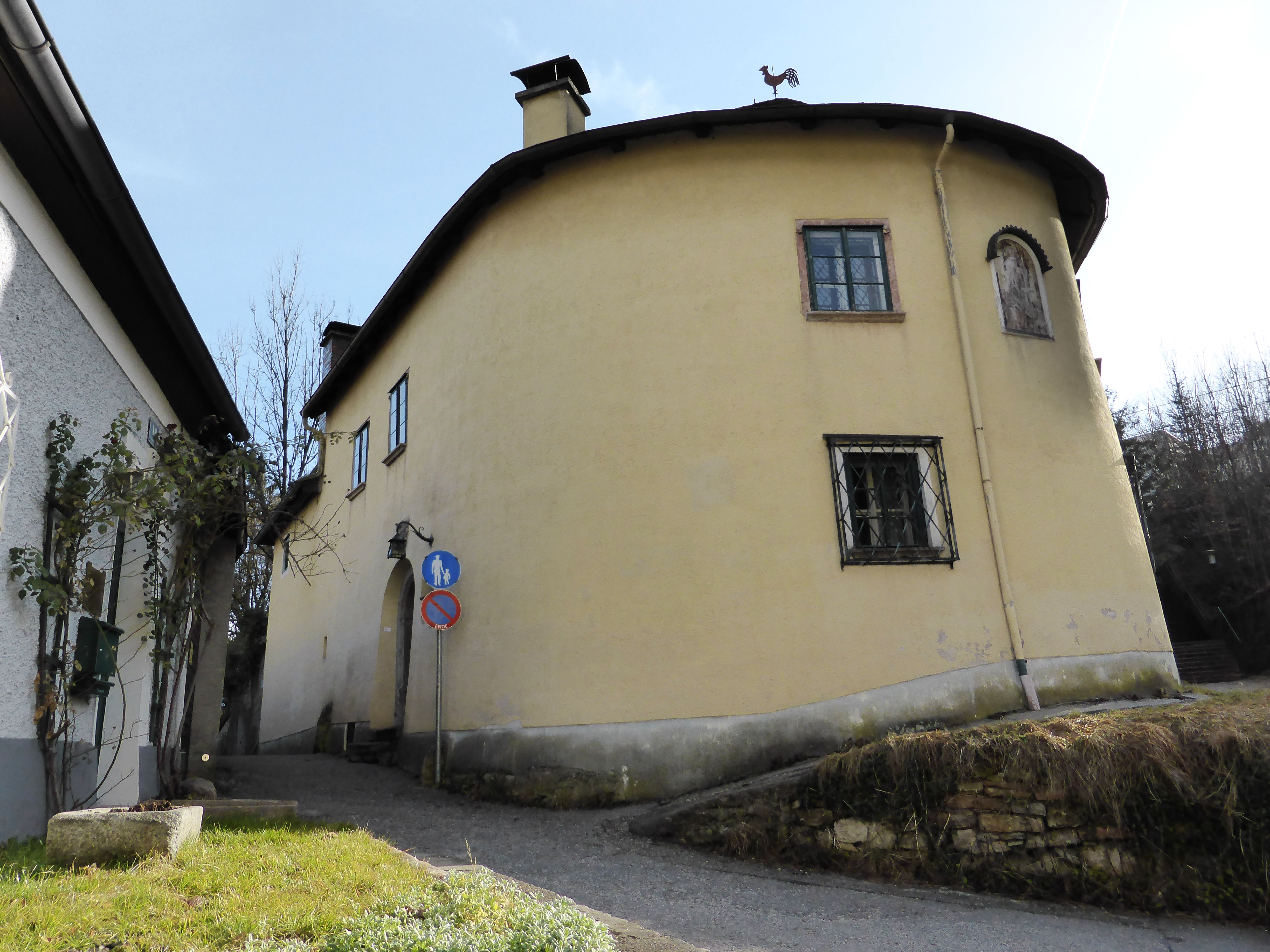
Benedikt-Stöckl und Kapelle

Das Benediktschlössl, auch Lebzelterhaus, früher auch Kriossen- oder Berneggerschlöss genannt, ist ein ursprünglich aus dem 16. Jahrhundert stammendes Wohngebäude in der Stadtgemeinde Hallein im Bezirk Hallein im Land Salzburg (Krautgasse 9, im Bereich der Altstadt). Das Haus steht unter Denkmalschutz (Listeneintrag).

## Geschichte
In dem Gebäude ist ein älterer Teil aus dem 16. Jahrhundert enthalten. Eventuell wurde es zeitgleich mit dem Augustinerkloster Hallein 1683/1684 gebaut, worauf seine gerundete Westfront weist. Das Haus gehörte dem Stift St. Peter und wurde von diesem ausgegeben. Urkundlich erwähnt ist erstmals 1662, dass Haus und Garten auf Erbrecht an Petrus Pachler, Amtmann von St. Peter, und seine Frau Maria Jakobe Faberin ausgegeben wurde. Weitere Besitzer waren Ruepp Riedl (1664), Michael Fuchsberger und seine Frau Anna Magdalena (1673), Georg Anngerer und Helena Wisenauer (1692), Georg Kreis (1700, von Beruf Lebzelter und Wachszieher). Nach dem Tod der Marie Elisabeth Khreiss kam es 1706 an ihre Tochter, dann an Johann Michael Rieder (1745) und nach 1773 an dessen Erben, 1822 an Franz Wallner. Da diese alle Lebzelter und Wachszieher waren, war eine Wachsbleiche im Garten angelegt worden, und das Gebäude wurde auch Lebzelterhaus genannt. Ungefähr um 1840 kam das Haus an die Familie Benedikt, in deren Besitz es heute noch ist.

## Baubeschreibung
Das Gebäude lag außerhalb des ummauerten Stadtgebietes von Hallein. Es besteht aus dem abgerundeten, zweigeschoßigen Hauptbau und zwei gleich hohen Flügelbauten entlang der Krautgasse. Es umschließt einen nach Süden offenen Hof. Im Erdgeschoß finden sich Tonnengewölbe mit Stichkappen. Im Obergeschoß sind einfache barocke Stuckdecken; ein Raum ist mit Wandmalereien aus dem 17. Jahrhundert ausgestattet (hochformatige Felder, marmoriert oder mit Grisaillenmalerei, die Landschaften und Schäferszenen darstellen, gefüllt).